# 오모 투오

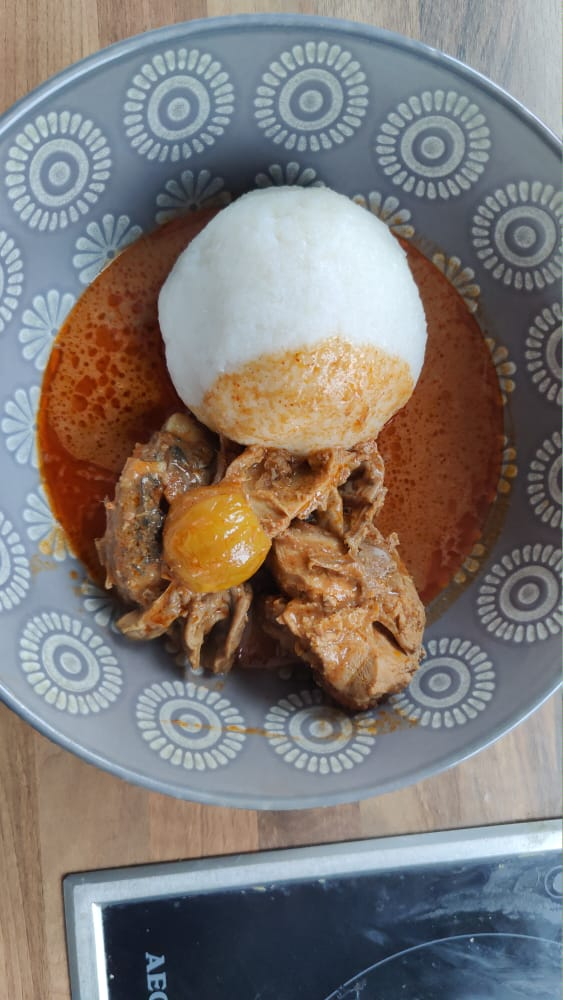
땅콩 수프와 고기 요리를 곁들인 오모 투오.

오모 투오(트위어: ɛmo tuo; "쌀 경단")는 쌀로 만든 가나의 주식이다. 주로 "부서진 쌀" 또는 잘게 부서진 긴 쌀이 사용된다. 이것은 나이지리아의 하우사인들의 주식인 투원 신카파의 가나 버전으로, 이 요리와 투원 마사라와 같은 하우사인 기원의 또 다른 인기 있는 가나 요리인 "투오 자피"에 사용되는 "투오"라는 이름의 기원이 된다. 쌀은 보통 평소보다 물을 더 많이 넣어 부드럽게 익힌다. 그런 다음 부드러워지도록 두드리고, 적당한 크기의 경단으로 만든다. 가나에서는 보통 땅콩이나 팜 너트로 만든 수프와 함께 제공된다. 나이지리아에서는 미얀 쿠카(말린 오크라와 바오밥나무 잎 수프)와 함께 나올 수 있다.